# If Y'all Weren't Here, I'd Be Crying Tour
If Y'all Weren't Here, I'd Be Crying Tour —en español: Si No Estuviesen Aquí, Estaría Llorando Tour— es la quinta gira de conciertos del rapero y cantante estadounidense Post Malone, realizada para promocionar su quinto álbum de estudio Austin (2023). La gira comenzó el 8 de julio de 2023 en Noblesville, Indiana, Estados Unidos y terminó el 31 de diciembre en Las Vegas, Estados Unidos.

## Antecedentes
| «Los quiero mucho a todos y estoy muy emocionado de salir y hacer algunos shows más para todos ustedes. Ayúdenme a llevar a un bebé a la universidad y vengan. Una nueva producción genial, nuevas canciones y un hombre muy, muy guapo en el escenario. Les envío amor a ustedes y a los suyos. —Mensaje de Post Malone al anunciar la gira a través de Instagram. |

El 15 de mayo de 2023, cuando Malone todavía se encontraba realizando su gira Twelve Carat Tour por Europa, anunció a través de su cuenta de Instagram que su quinto álbum de estudio se lanzaría el 28 de julio de ese año, el cual lleva por título Austin, que es el primer nombre real del cantante.
En conjunto con el anuncio del disco, el cantante también anunció el If Y'all Weren't Here, I'd Be Crying Tour, creada para promocionar dicho disco, y que comenzaría veinte días antes del estreno del álbum en Noblesville, Estados Unidos, con un total de veinticuatro fechas en su primera etapa en Norteamérica, de las cuales una de ellas se desarrollaría en Canadá. Más tarde, se agregó una segunda fecha en Toronto y en Dallas, Texas.[cita requerida]
El 30 de junio de 2023, Malone anunció las fechas internacionales de la gira, incluyendo tres conciertos en Sudamérica, uno en México, siete en Asia y ocho en Oceanía, repartidas entre agosto y diciembre del 2023. El 5 de julio la banda Beach Fossils anunció a través de sus redes sociales que sería el acto de apertura durante la etapa norteamericana de la gira.

## Repertorio
1. «Better Now»
2. «Wow.»
3. «Zack and Codeine»
4. «Psycho»
5. «Goodbyes»
6. «Hollywood Dreams» (cover de Fleetwood Mac)
7. «Mourning»
8. «I Like You (A Happier Song)»
9. «Jonestown (Interlude)»
10. «Take What You Want»
11. «Over Now»
12. «rockstar»
13. «Feeling Whitney»
14. «Stay»
15. «Overdrive»
16. «I Fall Apart»
17. «Wrapped Aroud Your Finger»
18. «Circles»
19. «Enough is Enough»
20. «Too Young»
21. «White Iverson»
22. «Congratulations»

Encore
1. «Broken Whiskey Glass»
2. «Sunflower»
3. «Chemical»

| Observaciones |
| --- |
| - Durante el concierto en Mansfield el 22 de julio, Noah Kahan se unió a Malone para interpretar «Dial Drunk» por primera vez en vivo. «Stay» no fue interpretada en esa fecha. |

## Fechas
| Día                      | Ciudad           | País           | Lugar                                          | Acto de apertura | Entradas vendidas | Recaudación |
| ------------------------ | ---------------- | -------------- | ---------------------------------------------- | ---------------- | ----------------- | ----------- |
| Norteamérica             |                  |                |                                                |                  |                   |             |
| 8 de julio de 2023       | Noblesville      | Estados Unidos | Ruoff Music Center                             | Beach Fossils    | 23 852 (100%)     | $2 048 339  |
| 9 de julio de 2023       | Cincinnati       | Estados Unidos | Riverbend Music Center                         | Beach Fossils    | 19 829 (100%)     | 1 736 316   |
| 11 de julio de 2023      | Detroit          | Estados Unidos | Pine Knob Music Theatre                        | Beach Fossils    | 14 619 (100%)     | $1 548 304  |
| 12 de julio de 2023      | Burgettstown     | Estados Unidos | The Pavilion at Star Lake                      | Beach Fossils    | 21 980 (100%)     | $1 570 277  |
| 14 de julio de 2023      | San Luis         | Estados Unidos | Hollywood Casino Amphitheatre                  | Beach Fossils    | 18 616 (100%)     | $1 932 730  |
| 15 de julio de 2023      | East Troy        | Estados Unidos | Alpine Valley Music Theatre                    | Beach Fossils    | 29 369 (100%)     | $2 143 165  |
| 17 de julio de 2023      | Buffalo          | Estados Unidos | Darien Lake Amphitheater                       | Beach Fossils    | 21 301 (100%)     | $1 708 402  |
| 19 de julio de 2023      | Toronto          | Canadá         | Budweiser Stage                                | Beach Fossils    | 31 087 (100%)     | $2 896 930  |
| 20 de julio de 2023      | Toronto          | Canadá         | Budweiser Stage                                | Beach Fossils    | 31 087 (100%)     | $2 896 930  |
| 22 de julio de 2023      | Mansfield        | Estados Unidos | Xfinity Center                                 | Beach Fossils    | 19 361 (100%)     | $2 322 190  |
| 23 de julio de 2023      | Hartford         | Estados Unidos | XFINITY Theatre                                | Beach Fossils    | 23 990 (100%)     | $1 931 128  |
| 25 de julio de 2023      | Camden           | Estados Unidos | Freedom Mortgage Pavilion                      | Beach Fossils    | 24 645 (100%)     | $1 876 934  |
| 26 de julio de 2023      | Bristow          | Estados Unidos | Jiffy Lube Live                                | Beach Fossils    | 22 076 (100%)     | $1 923 128  |
| 29 de julio de 2023      | Charlotte        | Estados Unidos | PNC Music Pavilion                             | Beach Fossils    | 18 474 (100%)     | $2 048 339  |
| 31 de julio de 2023      | West Palm Beach  | Estados Unidos | iTHINK Financial Amphitheatre                  | Beach Fossils    | 17 166 (100%)     | $1 699 804  |
| 1 de agosto de 2023      | Tampa            | Estados Unidos | MIDFLORIDA Credit Union Amphitheatre           | Beach Fossils    | 17 416 (100%)     | $1 911 844  |
| 3 de agosto de 2023      | Atlanta          | Estados Unidos | Lakewood Amphitheatre                          | Beach Fossils    | 18 214 (100%)     | $1 666 009  |
| 5 de agosto de 2023      | Dallas           | Estados Unidos | Dos Equis Pavilion                             | Beach Fossils    |                   |             |
| 6 de agosto de 2023      | Dallas           | Estados Unidos | Dos Equis Pavilion                             | Beach Fossils    |                   |             |
| 8 de agosto de 2023      | Houston          | Estados Unidos | The Cynthia Woods Mitchell Pavilion            | Beach Fossils    |                   |             |
| 10 de agosto de 2023     | Albuquerque      | Estados Unidos | Isleta Amphitheater                            | Beach Fossils    |                   |             |
| 12 de agosto de 2023     | Phoenix          | Estados Unidos | Talking Stick Resort Amphitheatre              | Beach Fossils    |                   |             |
| 13 de agosto de 2023     | San Diego        | Estados Unidos | North Island Credit Union Amphitheatre         | Beach Fossils    |                   |             |
| 15 de agosto de 2023     | Wheatland        | Estados Unidos | Toyota Amphitheatre                            | Beach Fossils    |                   |             |
| 16 de agosto de 2023     | Mountain View    | Estados Unidos | Shoreline Amphitheatre                         | Beach Fossils    |                   |             |
| 19 de agosto de 2023     | San Bernardino   | Estados Unidos | Glen Helen Amphitheater                        | Beach Fossils    |                   |             |
| Sudamérica               |                  |                |                                                |                  |                   |             |
| 29 de agosto de 2023     | Santiago         | Chile          | Estadio Bicentenario La Florida                | Pablo Chill-e    |                   |             |
| 1 de septiembre de 2023  | Curitiba         | Brasil         | Pedreira Paulo Leminski                        | Luccas Carlos    |                   |             |
| 2 de septiembre de 2023  | São Paulo        | Brasil         | Interlagos Racetrack                           | —                | —                 | —           |
| Norteamérica             |                  |                |                                                |                  |                   |             |
| 5 de septiembre de 2023  | Ciudad de México | México         | Foro Sol                                       | Alemán           |                   |             |
| Asia                     |                  |                |                                                |                  |                   |             |
| 14 de septiembre de 2023 | Pak Kret         | Tailandia      | Impact Challenger Hall                         | TBA              |                   |             |
| 16 de septiembre de 2023 | Marina Bay       | Singapur       | Gran Premio de Singapur                        | —                | —                 | —           |
| 18 de septiembre de 2023 | Manila           | Filipinas      | SM Mall of Asia Arena                          | TBA              |                   |             |
| 20 de septiembre de 2023 | Taipei           | Taiwán         | Nangang International Exhibition Center, Hall1 | TBA              |                   |             |
| 23 de septiembre de 2023 | Seúl             | Corea del Sur  | KINTEX Hall 5                                  | TBA              |                   |             |
| 25 de septiembre de 2023 | Hong Kong        | Hong Kong      | AsiaWorld-Arena                                | TBA              |                   |             |
| 27 de septiembre de 2023 | Tokio            | Japón          | Ariake Arena                                   | TBA              |                   |             |
| 17 de noviembre de 2023  | Riad             | Arabia Saudita | Kingdom Arena                                  | TBA              |                   |             |
| Oceanía                  |                  |                |                                                |                  |                   |             |
| 21 de noviembre de 2023  | Auckland         | Nueva Zelanda  | The Outerfields at Western Springs             | TBA              |                   |             |
| 23 de noviembre de 2023  | Brisbane         | Australia      | Brisbane Showgrounds                           | TBA              |                   |             |
| 25 de noviembre de 2023  | Mitchell         | Australia      | Exhibition Park in Canberra                    | —                | —                 | —           |
| 26 de noviembre de 2023  | Carrara          | Australia      | Gold Coast Sports and Leisure Centre           | —                | —                 | —           |
| 29 de noviembre de 2023  | Sídney           | Australia      | Wilson Parking Domain Car Park                 | TBA              |                   |             |
| 30 de noviembre de 2023  | Melbourne        | Australia      | Showgrounds                                    | TBA              |                   |             |
| 2 de diciembre de 2023   | Newington        | Australia      | Victoria Park                                  | —                | —                 | —           |
| 3 de diciembre de 2023   | Claremont        | Australia      | Claremont Showground                           | —                | —                 | —           |
| Norteamérica             |                  |                |                                                |                  |                   |             |
| 30 de diciembre de 2023  | Las Vegas        | Estados Unidos | Fontainebleau Las Vegas                        | TBA              |                   |             |
| 31 de diciembre de 2023  | Las Vegas        | Estados Unidos | Fontainebleau Las Vegas                        | TBA              |                   |             |
| 27 de abril de 2024      | Indio            | Estados Unidos | Emporio Polo Club                              | —                | —                 | —           |
| Total                    | Total            | Total          | Total                                          | Total            | —                 | —           |